# 278
| [ Edytuj tabelę ] |                     |
| Król Aksum        | - 270 Endubis 300   |
| Cesarz Chin       | - 265 Sima Yan 290  |
| Władca Korei      | - 270 Sŏch’ŏn 292   |
| Papież            | - 275 Eutychian 283 |
| Król Persji       | - 276 Bahram II 293 |
| Cesarz Rzymu      | - 276 Probus 282    |

Rok 278 / CCLXXVIII
stulecia: II wiek ~
III wiek ~
IV wiek

lata: 268 «
273 «
274 «
275 «
276 «
277 «
278
» 279
» 280
» 281
» 282
» 283
» 288

## Wydarzenia
- Europa
  - walki Probusa nad Renem z Burgundami